# Hundred de Adelaide
A Hundred de Adelaide é a unidade cadastral da hundred para a cidade de Adelaide. É um dos onze hundreds do  Condado de Adelaide, e foi um dos primeiros hundreds para ser proclamado. Como a cidade que o rodeia, a Hundred foi nomeado depois Queen Adelaide, e foi nomeado pelo governador Frederick Robe em 1846. Isto é 106 milha quadradas (270 km2); Perto, mas não exatamente um cem milhas quadradas como a maioria dos outros hundreds.De acordo com um mapa de 1886, seus limites eram o rio Torrens para o norte e o rio Sturt para o sul. É usado em títulos de terra na área e referenciado em vários atos jurídicos que tratam da lei de propriedade.
A Hundred de Adelaide Inclui a maior parte da área metropolitana interna de Adelaide ao sul do rio Torrens, com os subúrbios interiores ao norte do rio que cai no Hundred de Yatala. As áreas de governo local contemporâneo dentro dos Hundred de Adelaide são:
- Adelaide (Austrália) (ao sul do Torrens, excluindo assim Norte de Adelaide)
- West Torrens
- Norwood Payneham St Peters (cidade)
- Cidade de Campbelltown
- Burnside (cidade)
- Unley (cidade)
- Mitcham (cidade)
- Marion (porção a leste de Sturt Creek apenas)
- Conselho Adelaide Hills (porções oeste de Stirling, Crafers, Summertown, Ashton, Marble Hill, Cherryville e Montacute only)